# Mia Khalifa

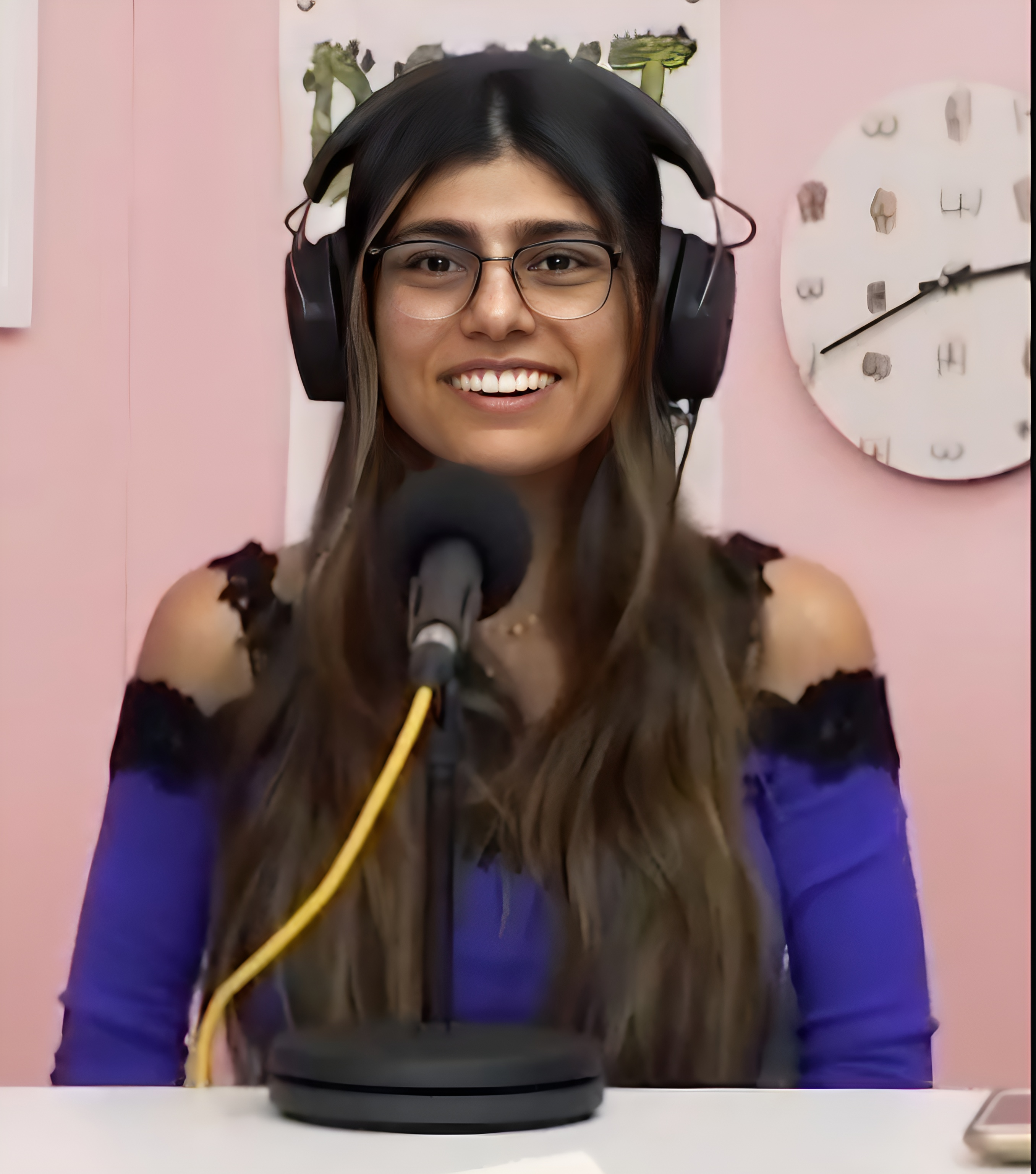
Mia Khalifa 2019 bei einem Video-Podcast

Mia Khalifa (ميا خليفة; * 10. Februar 1993 in Beirut, Libanon) ist eine US-amerikanische Medienpersönlichkeit und ehemalige Pornodarstellerin libanesischer Herkunft. 2014 zählte sie zu den meistgesehenen Darstellerinnen auf Pornhub. Ihre Tätigkeit als Pornodarstellerin ist im Nahen Osten umstritten, insbesondere wegen eines Pornovideos, in dem sie in einem Hidschāb an sexuellen Handlungen teilnimmt.
Erneut in die Schlagzeilen geriet sie durch Kommentare in sozialen Medien, mit denen sie den Terrorangriff der Hamas und ihrer Unterstützer auf Israel am 7. Oktober 2023 unterstützte und sich über die Opfer lustig machte.

## Leben
Khalifa stammt aus einer christlich-libanesischen Familie. Sie besuchte eine französischsprachige Privatschule in Beirut, auf der sie auch Englisch lernte. Im Jahr 2000 wanderte Khalifas Familie aus dem Libanon in die Vereinigten Staaten aus. Sie wuchs anschließend im Montgomery County im US-Bundesstaat Maryland auf und wurde katholisch erzogen. Khalifa selbst schätzt ihr Elternhaus als sehr konservativ ein. Insbesondere nach den Anschlägen vom 11. September 2001 wurde sie in der Schule aufgrund ihrer Herkunft gehänselt.
2011 heiratete Khalifa kurz nach ihrem 18. Geburtstag einen US-Amerikaner; das Paar lebte in Texas. 2014 trennte es sich und ließ sich 2016 scheiden. Ein Bachelorstudium schloss Khalifa im Fach Geschichte erfolgreich an der University of Texas in El Paso ab. Neben dem Studium arbeitete sie als Barkeeperin und Model.

### Pornodarstellerin
Im Oktober 2014 begann Khalifa Pornofilme zu drehen. Ihr Pseudonym setzt sich aus dem Namen ihrer Hündin Mia und dem des Rappers Wiz Khalifa zusammen. Zu ihrem Markenzeichen wurde eine Brille mit dicker schwarzer Fassung, die Khalifa bei mehreren ihrer Filme trug. Während ihrer Karriere als Pornodarstellerin wohnte Khalifa in Miami, Florida. Im November 2014 drehte sie den Pornofilm Mia Khalifa Is Cumming for Dinner für Bangbros.com, wo sie – eine Muslima spielend – Sex hatte, während sie einen Hidschāb trug. Khalifa gab später an, zum Tragen des Kopftuches während des Drehs gedrängt worden zu sein. Der Film bescherte ihr schnell eine große Bekanntheit. Am 28. Dezember 2014 gab die Internetpornoseite PornHub bekannt, dass Khalifa mit über 1,5 Mio. Suchanfragen die beliebteste Darstellerin des Jahres sei, wobei sie die vorherige Nummer eins Lisa Ann ablöste. Innerhalb weniger Tage verbreitete sich diese Nachricht medial und allein zwischen dem 3. und 6. Januar 2015 steigerte sich laut PornHub das Suchaufkommen um das Fünffache, wobei ein Viertel der Suchanfragen alleine aus Jordanien, Syrien, Ägypten und dem Libanon stammten.
Als ihre Familie erfuhr, dass Khalifa in Pornos mitspielte, distanzierte sie sich in einem öffentlichen Statement von Khalifa. Im Zuge ihres Erfolgs und der angeblich von ihr vorgenommenen Entehrung des Hidschābs erhielt Khalifa eine Vielzahl von Morddrohungen. Es kursierte sogar ein manipuliertes Bild von ihr, in dem sie die Gefangene des berüchtigten IS-Terroristen Jihadi John ist, und in dem ihre baldige Enthauptung angekündigt wird. Auch ihre Familie wurde persönlich angegriffen, obwohl diese ja den Kontakt zu Khalifa abgebrochen hatte. Im Libanon berichteten mehrere Zeitungen negativ über Khalifa. Für Kritik sorgte auch, dass in den von ihr gedrehten Filmen ihre Tätowierungen zu seien sind. Khalifa hat sich die ersten Zeilen der libanesischen Nationalhymne auf ihren Arm tätowieren lassen und trägt zudem ein Tattoo der Forces Libanaises, einer christlich-libanesischen Partei. Kritiker sehen durch die Sichtbarkeit der Hymnen-Tätowierung in Pornofilmen den Libanon entehrt oder verurteilen Khalifa für ihr politisches Statement durch ihr Forces-Libanises-Tattoo. Die Ablehnung gegenüber Khalifa in der arabischen Welt ging so weit, dass auf Demonstrationen zu unterschiedlichen Anlässen Plakate mit Aufschriften wie „Mia Khalifa ist ehrenhafter als unsere Führer“ oder „Mia Khalifa ist ehrenhafter als das irakische Parlament“ zu sehen waren.
Khalifa erhielt allerdings auch Unterstützung, so veröffentlichte das Bostoner Musikduo Timeflies ihr zu Ehren einen Song mit dem Titel Mia Khalifa. Der US-amerikanisch-libanesische Komiker Nemr Abou Nassar unterstützte sie via Twitter (mittlerweile X) mit den Worten, dass er sie für ihre Entscheidung liebe. Auch der britisch-libanesische Autor Nasri Atallah unterstützte ihre Entscheidung. Die libanesische Brauerei Almaza spielte in einem Werbesujet, das ihre markante Brille zeigte und den Slogan „18+. Wir sind beide nur für Erwachsene“ enthielt, auf Khalifa an.
Khalifa selbst gab an, dass Mia Khalifa Is Cumming for Dinner als eine Satire zu begreifen sei und fügte hinzu, dass so mancher Hollywood-Film Muslime wesentlich negativer darstellen würde, als es ein Porno jemals könnte. Mit Blick auf die überwiegend negative Rezeption ihrer Arbeit im Libanon sagte sie:

“Women's rights in Lebanon are a long way from being taken seriously, if a Lebanese-American porn star that no longer resides there can cause such an uproar.”

„Frauenrechte sind weit davon entfernt, im Libanon ernstgenommen zu werden, wenn eine libanesisch-amerikanische Pornodarstellerin, die nicht mehr dort lebt, solch einen Aufruhr verursachen kann.“

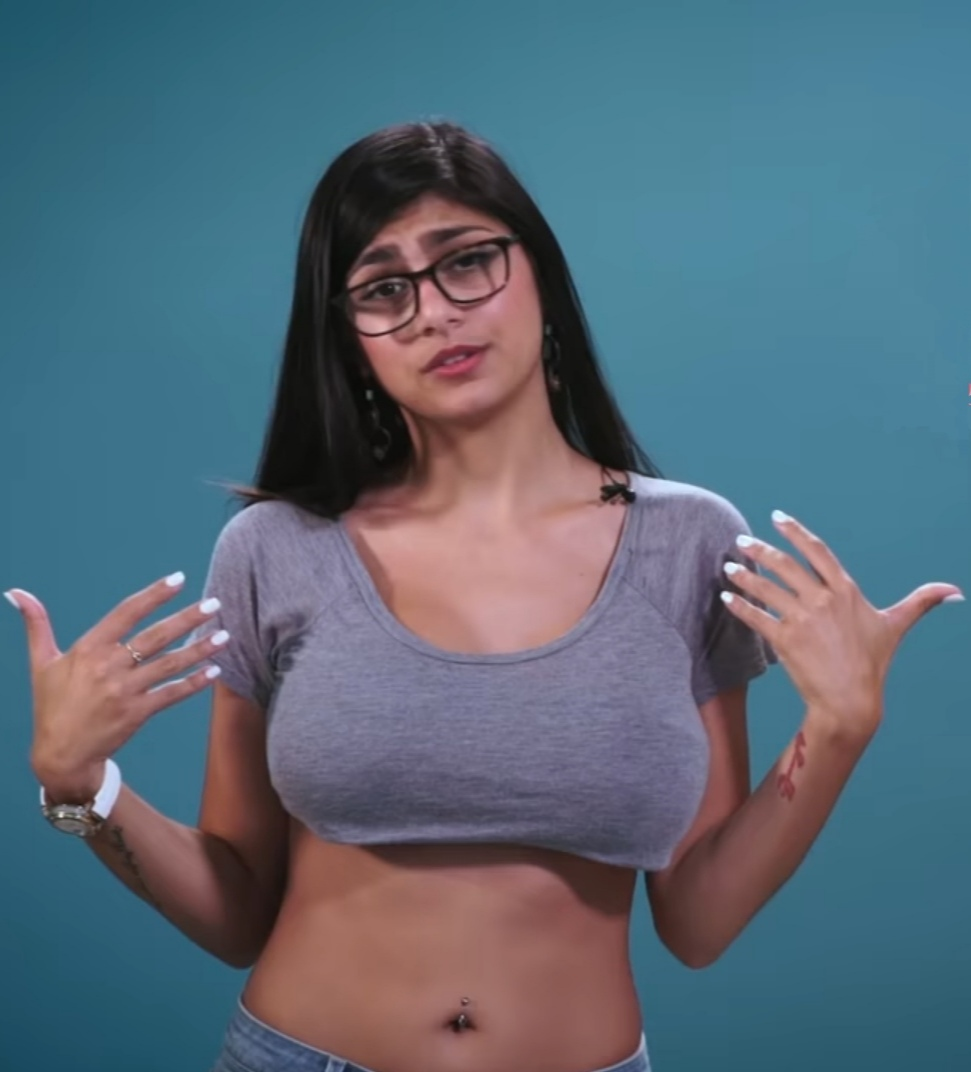
Mia Khalifa (2016)

Im Januar 2015 unterzeichnete Khalifa einen Exklusivvertrag mit der WGCZ Holding, dem Mutterkonzern von Bang Bros. Der Vertrag sah vor, dass sie pro Monat mehrere Filme drehen sollte. Nach zwei Wochen entschied sich Khalifa jedoch um und löste den Vertrag auf. Im Sommer 2016 teilte Khalifa in einem Interview mit der Zeitung Washington Post mit, tatsächlich nur drei Monate lang als Pornodarstellerin aktiv gewesen zu sein und ihre Pornokarriere bereits Anfang 2015 beendet zu haben. In einem Interview im August 2019 gab sie an, während ihrer Pornokarriere lediglich 12.000 US-Dollar verdient zu haben und auch keine Royaltys zu erhalten.
Auf der Pornowebsite xHamster war Khalifa in den Jahren 2016 und 2017 die meistgesuchte Darstellerin. Auf Pornhub war sie im Juni 2018, also über drei Jahre nach ihrem Karriereende, immer noch die am zweitmeisten gesehene Pornodarstellerin. Ihr langanhaltender Erfolg bei einer im Vergleich so kurzen Karriere ist einmalig in der Branche.
In der jüngeren Vergangenheit ließ Khalifa mehrfach durchblicken, dass sie ihre Entscheidung, für einige Zeit Pornodarstellerin zu sein, mittlerweile bereut. 2019 sagte sie in einem Interview, dass sie sich für ihre Karriere schäme. Sie kritisierte Bang Bros auch dafür, ihre alten Videos nach wie vor zu promoten und so bei Menschen den Eindruck zu erwecken, sie sei immer noch aktiv. Im Jahr 2020 starteten Fans von Khalifa eine Petition bei change.org, die Pornhub und Bang Bros dazu aufforderte, Khalifas Anliegen, ihre Videos von ihren Plattformen zu entfernen, nachzukommen. Trotz über 1,8 Millionen Unterschriften sind Khalifas Videos nach wie vor auf den besagten Seiten zu finden.

### Weitere Tätigkeiten
In der Zeit nach ihrem Karriereende arbeitete Khalifa zunächst als Anwaltsgehilfin und Buchhalterin in Miami. Von 2017 bis 2018 war sie als Sportkommentatorin tätig. Gemeinsam mit dem ehemaligen NBA-Spieler Gilbert Arenas hostete sie beispielsweise die täglich erscheinende und von Complex Networks produzierte Sportshow Out of Bounds auf YouTube. Darüber hinaus hostete Khalifa gemeinsam mit dem ehemaligen Radiomoderator Tyler Coe einen wöchentlich erscheinenden Video-Podcast mit dem Titel Sportsball.
Parallel dazu sammelte Khalifa immer mehr Follower in den sozialen Medien. Seit 2020 ist sie dabei vor allem auf TikTok erfolgreich. Außerdem streamt Khalifa gelegentlich auf Twitch, betreibt einen YouTube-Kanal und ist auf OnlyFans aktiv. Dort zeigt sie sich allerdings bewusst niemals vollkommen nackt.
2020 hatte Khalifa einen Gastauftritt in einer Folge der Hulu-Serie Ramy. Ein Jahr später spielte sie im Musikvideo zu Bella Poarchs Debütsingle Build a Bitch mit. Im August 2020 versteigerte Khalifa ihre bekannte Brille, die sie bei den meisten ihrer Filme getragen hatte, auf eBay. Der Erlös ging an das libanesische Rote Kreuz und sollte so den Opfern der Explosionskatastrophe in Beirut, die sich kurz zuvor ereignet hatte, zugutekommen.
Im Sommer 2023 gründete Khalifa das Schmuck-Label Sheytan, eine anglisierte Version des arabischen Wortes für „Teufel“. Khalifa gab an, die Gründung der Marke auch deshalb forciert zu haben, weil sie sich ein zweites Standbein neben ihrer Social-Media-Präsenz aufbauen wollte.

### Antisemitismus
Am Tag des Terrorangriffs der Hamas auf Israel am 7. Oktober 2023 veröffentlichte Khalifa auf der Plattform X ein aus einem Video stammendes Standbild, das Hamas-Kämpfer auf einem Pick-up-Truck zeigt, und kommentierte es mit den Worten „das ist ein Renaissance-Gemälde“. Des Weiteren verfasste sie einen Kommentar, in dem sie die Terroristen als „Widerstandskämpfer“ bezeichnet und darum bat, dass die Videos doch bitte wegen besserer Erkennbarkeit horizontal aufgenommen werden sollten.
Sie verteidigte in mehreren Posts in sozialen Medien die Terroranschläge der Hamas und machte Witze über die Ereignisse. So scherzte sie in einem Beitrag auf dem Kurznachrichtendienst X über ein „zionistisches Apartheidsregime, das von Guerillakämpfern in gefälschten Gucci-Hemden gestürzt wird“. Das Magazin Playboy beendete daraufhin die seit Februar 2022 währende Zusammenarbeit mit ihr. Khalifa reagierte darauf mit einem Post, in dem sie schrieb, dass es ihr Fehler gewesen sei, mit Zionisten zusammenzuarbeiten. Im November 2023 wurde der Song Charbu Darbu des israelischen Hip-hop-Duos Ness Ve Stilla zum Nummer-eins-Hit in den israelischen Charts. In ihm wird Mia Khalifa sowie Dua Lipa und Bella Hadid der Tod gewünscht. Den Vorwurf, bei Israel handele es sich um ein Apartheidsregime, hatte Khalifa bereits 2021 öffentlichkeitswirksam geäußert.

## Filmografie (Auswahl)
- 2014: Mia Khalifa Is Cumming for Dinner
- 2015: Big Tit Cream Pie 31
- 2015: Mia Khalifa
- 2015: Tony Rubino’s Let’s Make a Sex Tape

## Auszeichnungen
| Jahr | Preis     | Kategorie             | Werk | Resultat  |
| ---- | --------- | --------------------- | ---- | --------- |
| 2016 | AVN Award | Fan Award: Best Boobs |      | Nominiert |